# کبوتر میوه‌خوار شکم‌نارنجی
کبوتر میوه‌خوار شکم‌نارنجی با نام علمی Ptilinopus iozonus کبوترسانی کوچک از سردهٔ کبوترات میوه‌خوار است که در گینه نو، جزایر آرو و پاپوای غربی یافت می‌شود. همچنین این پرنده در جزیرهٔ بولگوی کوئینزلند واقع در قلمرو استرالیا در شمال تنگه تورس نیز مشاهده گردیده است.

## مشخصات
کبوتر میوه‌خوار شکم نارنجی ۲۱ سانتی‌متر طول داشته و بیشتر پرهایش سبزرنگ است و تنها بخشی از پرهای زیر سینه و شکم آن به رنگ نارنجی بوده و در ناحیهٔ شانه دارای نقوش کوچکی به رنگ بنفش یاس بنفش است. پرهای زیر دمش به رنگ زرد کمرنگ و نواری خاکستری‌رنگ در انتهای دمش دارد.
این پرنده میوه‌خوار است و در فصل جفت‌گیری تنها یک تخم می‌گذارد.